# Chiesa Riformata dei Paesi Bassi
La Chiesa Riformata dei Paesi Bassi (in lingua olandese: Nederlandse Hervormde Kerk, abbreviata NHK) era il più diffuso credo religioso dei Paesi Bassi dalla Riforma protestante fino al 1930. Fu la prima Chiesa Protestante, e—dal 1892—una delle due maggiori Chiese Riformate tra quelle presenti nei Paesi Bassi.
Essa si diffuse negli Stati Uniti, in Sudafrica, in Indonesia, nello Sri Lanka, in Brasile e in varie altre regioni del mondo tramite la colonizzazione olandese. Essa era l'originale Chiesa della Monarchia dei Paesi Bassi fino a fondersi con la Chiesa protestante nei Paesi Bassi, una Chiesa Unita di entrambi gli orientamenti teologici Riformati e Luterano-Evangelici. La fedeltà alla Chiesa Riformata dei Paesi Bassi fu un elemento comune tra le comunità di immigranti olandesi nel mondo, e divenne parte cruciale del nazionalismo degli Afrikaner in Sudafrica.
Essa si sviluppò durante la Riforma protestante, formata teologicamente da Giovanni Calvino, ma anche da altri principali teologi riformatori. Fu fondata nel 1571. La Chiesa Riformata dei Paesi Bassi fu formata da vari sviluppi e controversie teologiche nella sua storia, tra cui l'Arminianesimo, la Nadere Reformatie e un numero di scissioni nel XIX secolo che diversificarono notevolmente il Calvinismo Olandese. La Chiesa funzionò fino al 2004, anno in cui si fuse con le Chiese Riformate nei Paesi Bassi e la Chiesa Evangelico-Luterana nel Regno dei Paesi Bassi per formare la Chiesa protestante nei Paesi Bassi. Al momento della fusione, la Chiesa aveva 2 milioni di credenti organizzati in 1350 congregazioni. Una minoranza di credenti della Chiesa scelse di non partecipare alla fusione e invece formò la Chiesa Restaurata Riformata.

## Status

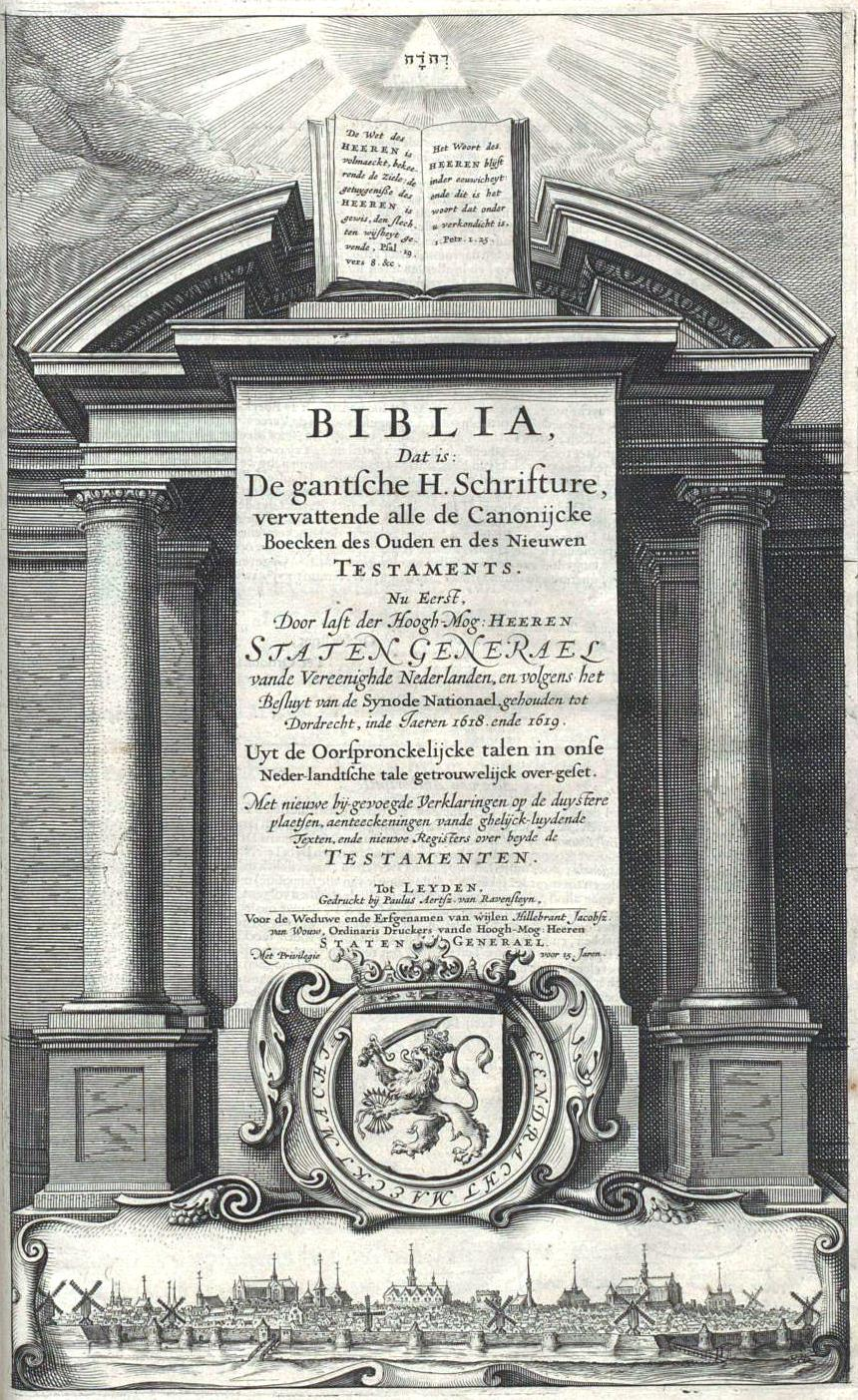
Titolo dell'originale del 1637 Statenvertaling

Prima della fine della Repubblica delle Sette Province Unite nel 1795, la Chiesa Riformata dei Paesi Bassi godeva dello status di Chiesa "pubblica" o "privilegiata". Sebbene essa non fosse mai stata formalmente adottata come religione di Stato, la legge chiedeva che ogni pubblico ufficiale dovesse essere un membro che si comunicava. Di conseguenza, la Chiesa aveva stretti rapporti con il governo olandese. Un privilegio dei membri della Chiesa Riformata dei Paesi Bassi era che essi potevano svolgere i loro affari apertamente anche la domenica, altrimenti considerata un giorno religioso da non dedicare agli affari.

### Separazione
La Chiesa Riformata dei Paesi Bassi fu ufficialmente separata dallo Stato nel 1795 con la fine della Repubblica. In seguito fu ancora sostenuta dalla Famiglia Reale, ma i Paesi Bassi non ebbero più una Chiesa pubblica ufficiale.

## Storia

### Riforma e Sinodo di Emden

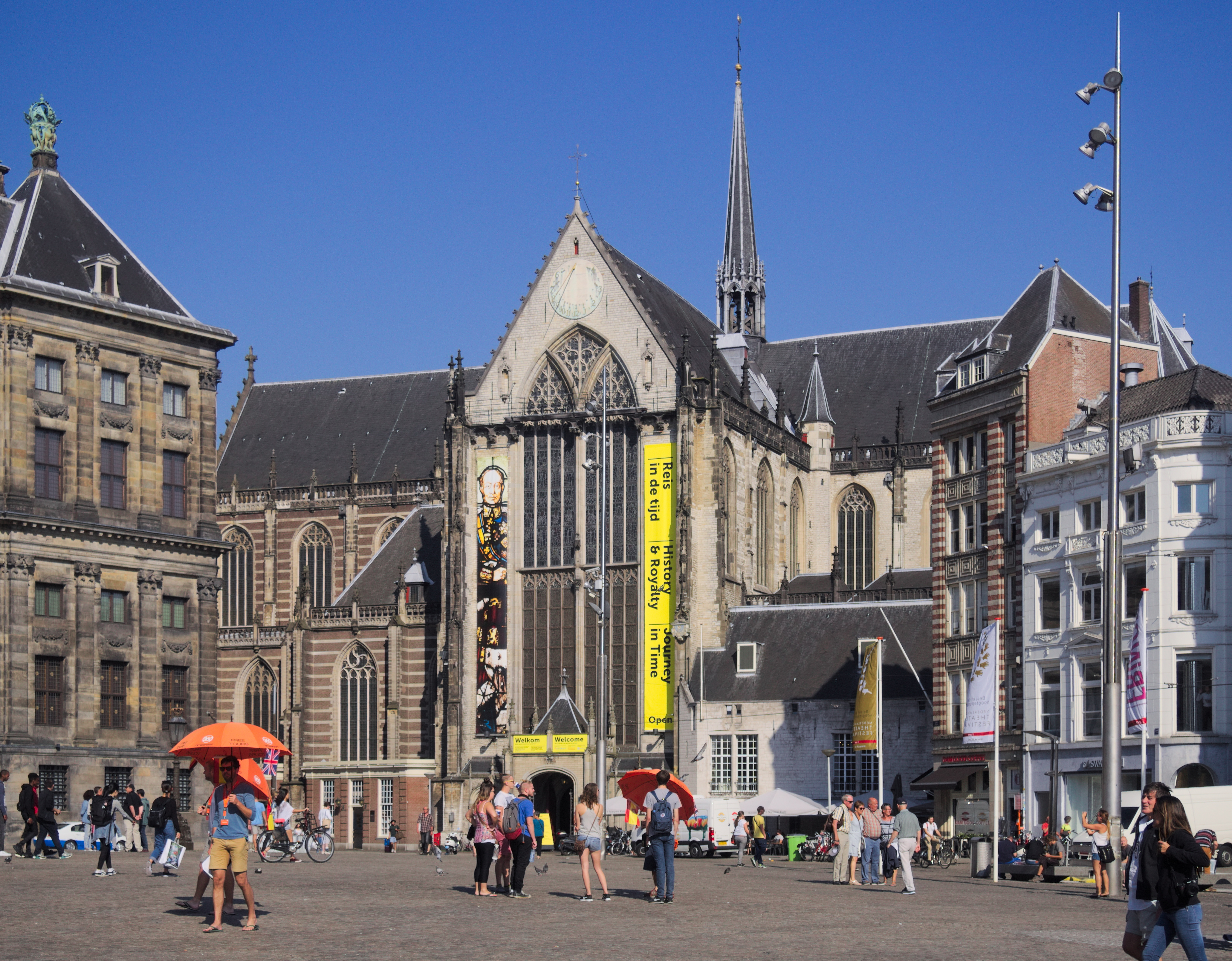
La Chiesa Nuova in Amsterdam (oggi appartenente alla Chiesa protestante nei Paesi Bassi) è ancora usata per le cerimonie di investitura reale olandese

In alcuni casi quelli della Riforma furono tempi di violenze religiose e persecuzioni da parte della Chiesa Cattolica e dei governi. Sforzi per formare una Chiesa Riformata nelle province del sud ebbero origine da incontri segreti di capi Protestanti ad Anversa nel 1566, e nonostante la repressione spagnola, molti nobili si unirono al movimento protestante. Due anni dopo, nel 1568, a seguito di un attacco agli olandesi da parte delle forze del Duca di Alba, molti olandesi fuggirono nella città tedesca di Wesel, dove fu convocato un Sinodo nel quale furono adottati la Confessione di fede belga lo Heidelberg Catechism, e furono adottate misure per gli uffici di pastore, anziano, insegnante e diacono. Il primo sinodo dei 23 capi della Riforma fu tenuto nell'ottobre 1571 nella città di Emden, in Germania. Il Sinodo di Emden è generalmente considerato la fondazione della Chiesa Riformata dei Paesi Bassi, la più antica delle Chiese riformate nei Paesi Bassi. Il Sinodo di Emden confermò le misure assunte dal precedente sinodo di Wesel, e stabilì un governo della Chiesa presbiteriana per la Chiesa Riformata dei Paesi Bassi.

### Sinodo di Dordrecht
Il primo sinodo che ebbe luogo nella Repubblica delle Sette Province Unite fu tenuto a Dordrecht nel 1578. Questo incontro sinodale non va confuso con il più noto Secondo Sinodo di Dordrecht del 1618. Grossi gruppi di Marrani si stabilirono a Emden, convertendosi al Cristianesimo. Gran parte dei Marrani e molti gruppi di ebrei si convertirono al Cristianesimo verso il 1649 alla Nederduitsche, Chiesa Niederdeutsche e successivamente alla Chiesa Riformata dei Paesi Bassi. Nell'ultima riunione i padri della Chiesa espulsero gli Arminiani e aggiunsero i Canoni di Dordrecht alle Confessioni. I Canoni di Dordrecht, insieme ai precedentemente adottati, la Confessione Belga e il Catechismo di Heidelberg, furono chiamati Le Tre Forme di Unità (Drie formulieren van Enigheid). Molti dei conflitti e delle divisioni nella Chiesa sorsero a causa del disaccordo sulla sostanza e sulla interpretazione di questi documenti dottrinali. Il governo della Repubblica delle Sette Province Unite, che aveva istigato l'espulsione degli Arminiani, di conseguenza proibì alla Chiesa Riformata di adunarsi come sinodo. Nessun Sinodo fu tenuto nei Paesi Bassi fino a dopo la fine della Repubblica, nel 1795.

### Ulteriore Riforma
Il XVII e l'inizio del XVIII secolo furono il periodo dell'olandese Nadere Reformatie ("Ulteriore Riforma"), condotta principalmente da Gisbertus Voetius e Wilhelmus à Brakel, che fu molto influenzata dal Puritanesimo inglese.

### Divisioni del XIX secolo

Storia delle Chiese nei Paesi Bassi

Nel 19º secolo, il liberalismo teologico condusse a divisioni nella Chiesa Riformata dei Paesi Bassi. Guglielmo I dei Paesi Bassi impose una nuova forma di governo per la Chiesa, nella quale le autorità civili sceglievano i commissari per il Sinodo Nazionale nel 1816, rendendo più difficile per i ministri del culto predicare contro gli errori percepiti. Nel 1834, al ministro Hendrik de Cock della città di Ulrum fu detto dai capi della Chiesa, che egli non poteva predicare contro certi colleghi, che lui riteneva avessero dei punti di vista errati. Lui e la sua congregazione si staccarono dalla Chiesa Riformata dei Paesi Bassi. Allora, la Afscheiding (Separazione) condusse alla scissione di 120 congregazioni dalla Chiesa Riformata dei Paesi Bassi. Nel 1886, ebbe luogo un'altra separazione, la Doleantie, guidata dal giornalista, teologo e politico Abraham Kuyper.

### Dal XX secolo a oggi
La Chiesa Riformata dei Paesi Bassi rimase la Chiesa più diffusa nei Paesi Bassi fino a metà del XX secolo, quando fu superata dalla Chiesa cattolica. La rapida secolarizzazione dei Paesi Bassi negli anni 1960 ridusse drammaticamente la partecipazione nella principale Chiesa Protestante. Dagli anni 1960 in avanti, furono operati numerosi tentativi di riunione delle Chiese riformate dei Paesi Bassi (Gereformeerde Kerken in Nederland). Ciò condusse all'unione delle due Chiese con la Chiesa Evangelica Luterana nel Regno dei Paesi Bassi (Evangelisch-Lutherse Kerk in het Koninkrijk der Nederlanden) per formare la Chiesa protestante nei Paesi Bassi nel 2004.
Nel 2004 l'unione portò alla separazione di un certo numero di congregazioni e membri della Chiesa Riformata dei Paesi Bassi per formare la Chiesa Riformata Restaurata (Hersteld Hervormde Kerk). Le stime della loro partecipazione variano da 35000 a 70000 membri distribuiti fra 120 congregazioni locali servite da 88 ministri. La Chiesa Riformata Restaurata disapprova la natura pluralistica delle Chiese riunite, sostenendo che contenga in parte contraddizioni rispetto alle confessioni Riformate e Luterane. Questo gruppo conservatore si oppone anche al sacerdozio femminile e al matrimonio di persone dello stesso sesso, che è stato adottato come pratica nella Chiesa riunita.

## Distribuzione internazionale

### Africa

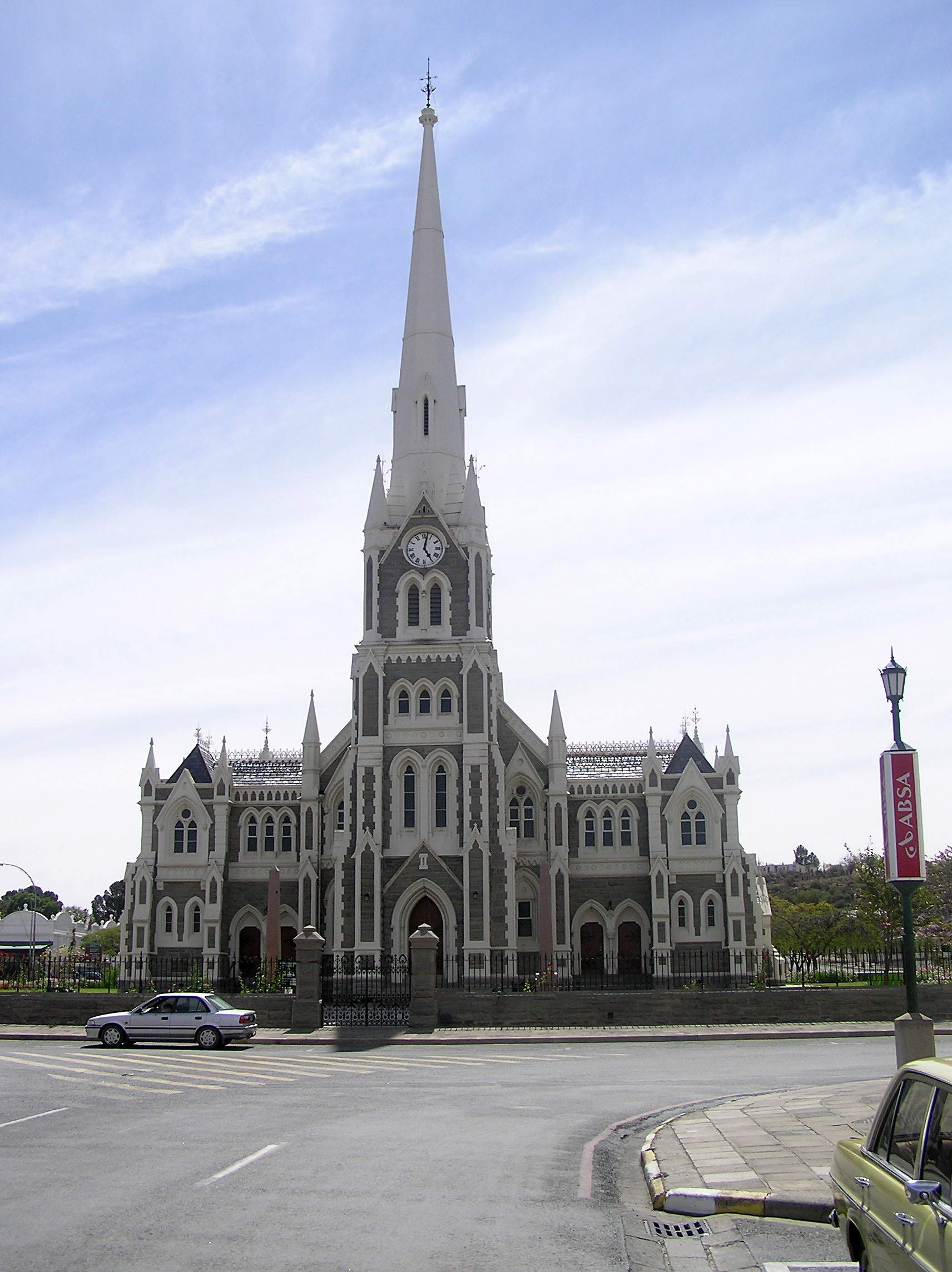
Edificio di culto della Chiesa Riformata dei Paesi Bassi (Grotekerk) in Graaff-Reinet, Sudafrica

Emigranti olandesi portarono con loro la Chiesa Riformata dei Paesi Bassi, instaurando numerose denominazioni Riformate in Kenya (La Chiesa Riformata nell'Africa Orientale), Sudafrica, comprese le Chiese Riformate dei Paesi Bassi in Sudafrica (NGK) (Nederduitse Gereformeerde Kerk) e (NHK) (Nederduitsch Hervormde Kerk), le Chiese Riformate in Sudafrica (Gereformeerde Kerke in Suid-Afrika), la Chiesa Protestante Afrikaans (Afrikaanse Protestantse Kerk) e le Chiese Riformate Unite in Sudafrica (Verenigende Gereformeerde Kerk in Suid-Afrika). 

### Asia

Blenduk Church (Gereja Blenduk), il fabbricato della Chiesa Riformata (Koepelkerk) a Semarang, Indonesia

Tramite la Compagnia olandese delle Indie orientali e i suoi lavoratori, la Chiesa Riformata dei Paesi Bassi fu impiantata a Ceylon nel 1642. La Chiesa Riformata dei Paesi Bassi di Ceylon mutò ufficialmente il suo nome nel 2007 in Chiesa Cristiana Riformata in Sri Lanka per esprimere la sua identità cristiana nella nazione, piuttosto che la sua provenienza coloniale olandese.  Nel 2007 i suoi membri erano circa 5000, compresi sia i membri comunicanti che quelli battezzati, tra 29 congregazioni, luoghi di preghiera e missioni esterne. Il Cristianesimo in Indonesia è fortemente influenzato dalla Chiesa Riformata dei Paesi Bassi, la prima Chiesa conosciuta che si sia stabilita nel paese è la De Oude kerk a Batavia nel 1640. Il Cristianesimo in Indonesia, come nello Sri Lanka, ha assunto la sua dimensione nazionale in due diversi rami di Protestantesimo, pur mantenendo molti elementi della Chiesa Riformata, come la Chiesa Protestante in Indonesia.

### Americhe
La Chiesa Riformata dei Paesi Bassi giunse con gli emigranti nelle Americhe, iniziando nel 1628 a Nuova Amsterdam (la futura New York). La Chiesa Riformata di St. Thomas, fondata nel 1660 a St. Thomas, Indie occidentali danesi, divenne la prima Chiesa Riformata dei Paesi Bassi nei Caraibi. Durante il periodo della colonizzazione olandese in Brasile, nel XVII secolo, alcuni coloni organizzarono la Chiesa Riformataa Pernambuco.
In Canada e negli Stati Uniti, il più antico e secondo gruppo in dimensioni è la Chiesa Riformata in America, che era il ramo americano della Chiesa Riformata dei Paesi Bassi tra il 1628 e il 1819.
Il maggior corpo della Chiesa Riformata dei Paesi Bassi nel Nordamerica, la Chiesa Cristiana Riformata in Nordamerica, uscì dalla Chiesa Riformata in America nel 1857. Tra le denominazioni e federazioni correlate ma più piccole si trovano le Chiese Canadesi e Americane Riformate, le Chiese Libere Riformate del Nordamerica, le Congregazioni Riformate Tradizionali (HRC), le Congregazioni Riformate dei Paesi Bassi (NRC), le Chiese Protestanti Riformate in America (PRC) e le Chiese Unite Riformate in Nordamerica (URC).
Gli olandesi erano prevalentemente Protestanti e Cattolici prima di giungere in America, ma dopo il loro insediamento in America divennero prevalentemente Protestanti. Essi diffusero la loro religione formando legami con i nativi nella Ohio River Valley.
Nel 1766, ministri della Chiesa Riformata dei Paesi Bassi fondarono il Queen's College, che più tardi sarebbe divenuto Rutgers College, nella Provincia del New Jersey. Oggi, l'Università Rutgers è la maggiore istituzione pubblica di ricerca nello Stato del New Jersey. Come uno dei nove collegi coloniali raggruppati nella parte orientale degli Stati Uniti, Rutgers funge come memoria della prima influenza culturale olandese nelle colonie del Nordamerica.
Gli ex Presidenti degli Stati Uniti Martin Van Buren e Theodore Roosevelt, entrambi di origini olandesi, erano affiliati alla Chiesa Riformata dei Paesi Bassi.